# Lista de torneios internacionais de xadrez

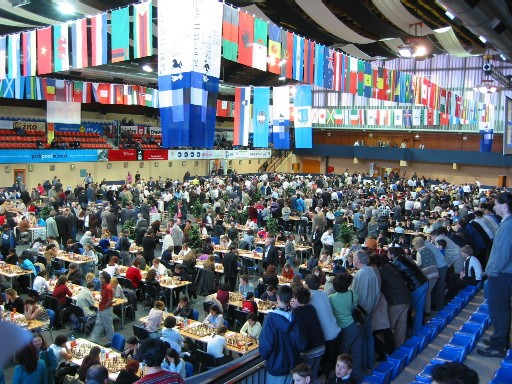
Olimpíada de Xadrez, Bled, Eslovênia 2002

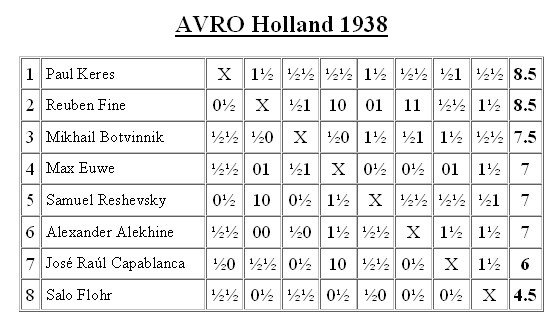
Típico sistema de emparceirameto que exibe os resultados individuais

Este artigo lista os mais fortes torneios internacionais da história. A lista exibe torneios de categoria 10 em diante e seus respectivos vencedores.

## Torneios

### 1850–1859
- 1851 - Torneio de xadrez de Londres - Anderssen[8]
- 1853 Berlin Dufresne[9]
- 1855 London Zytogorski[10]
- 1856 New York Marache[11]
- 1856 Paris Clerc[12]
- 1856 Berlin Wolff[13]
- 1856 London Falkbeer[14]
- 1857 Manchester Löwenthal
- 1857 - Torneio de xadrez de Birmingham - (American Chess Congress) Morphy[15]
- 1858 San Francisco Franklin[16]
- 1858 - Torneio de xadrez de Londres Löwenthal[17]
- 1859 New York Perrin* [18]
- 1858 - Torneio de xadrez de Birmingham - (American Chess Congress) Löwenthal[19]
- 1859 Vienna Hamppe[20]

### 1860–1869
- 1860 Cambridge Kolisch
- 1860 Vienna Hamppe
- 1860/61 New York Leonard
- 1861 Leeds Stanley
- 1861 Bristol Paulsen L.
- 1861 Vienna Steinitz
- 1862 Torneio de xadrez de Londres Anderssen[21]
- 1862 Manchester Blackburne
- 1862 St. Petersburg Kolisch
- 1862 Düsseldorf Lange
- 1863 Düsseldorf Lange
- 1864 Düsseldorf Lange
- 1865 Dublin Steinitz
- 1866 London De Vere
- 1866 London Steinitz
- 1867 Torneio de xadrez de Paris Kolisch
- 1867 Dundee Neumann G.
- 1868 Warsaw Winawer
- 1868 Aachen Lange, Anderssen
- 1868 Hamburg Lange
- 1868/69 London Blackburne, De Vere
- 1869 Hamburg Anderssen, Paulsen L.
- 1869 Barmen Anderssen

### 1870–1879
- 1870 Torneio de xadrez de Baden-Baden Anderssen[22]
- 1870 Graz Berger
- 1870 London Wisker, Burn
- 1871 Cleveland (American Chess Congress) Mackenzie
- 1871 Krefeld Paulsen L., Anderssen, Minckwitz
- 1871 Bad Ems Mieses S.
- 1871 Wiesbaden Göring
- 1871 Leipzig Anderssen, Mieses S.
- 1872 Altona Anderssen
- 1872 Torneio de xadrez de Londres Wisker, De Vere
- 1872 London Steinitz
- 1873 Torneio de xadrez de Viena Steinitz, Blackburne[23]
- 1874 Chicago (American Chess Congress) Mackenzie
- 1876 Leipzig Anderssen
- 1876 London Blackburne
- 1876 Torneio de xadrez da Filadélfia (American Chess Congress) Mason
- 1876 New York Mackenzie
- 1876 New York Mason
- 1876 St. Petersburg Ascharin
- 1877 St. Petersburg Chigorin
- 1877 Leipzig Paulsen L.
- 1877 Cologne Zukertort
- 1878 Torneio de xadrez de Paris Zukertort, Winawer
- 1878 Frankfurt Paulsen L.
- 1879 St. Petersburg Chigorin, Alapin
- 1879 Leipzig Englisch

### 1880–1889
- 1880 Wiesbaden Blackburne, Englisch, Schwarz A.
- 1880 Graz Schwarz A., Weiss, Minckwitz
- 1880 Brauschweig Paulsen L.
- 1880 Gouda Bird
- 1880 Moscow Solovtsov
- 1880 Paris Rosenthal
- 1880 New York (American Chess Congress) Mackenzie
- 1881 Paris Chamier
- 1881 Torneio de xadrez de Berlim Blackburne[24]
- 1882 Torneio de xadrez de Viena Steinitz, Winawer[25]
- 1883 Torneio de xadrez de Londres Zukertort[26]

1883 London Tournament
- 1883 London Bardeleben
- 1883 Nuremberg Winawer
- 1883/84 Warsaw Żabiński
- 1885 Hamburg Gunsberg
- 1885 London Gunsberg
- 1885 Hereford Blackburne
- 1886 London Blackburne
- 1886 Nottingham Burn
- 1886 Belfast Pollock
- 1887 Torneio de xadrez de Frankfurt Mackenzie
- 1887 London Burn, Gunsberg
- 1888 Bradford Gunsberg
- 1888 Nuremberg Tarrasch
- 1888 Leipzig Riemann, Bardeleben
- 1889 Berlin Scheve
- 1889 London Bird
- 1889 Dublin Burn
- 1889 Amsterdam Burn
- 1889 New York (American Chess Congress) Weiss, Chigorin
- 1889 Breslau Tarrasch

### 1890–1899
- 1890 Manchester Tarrasch
- 1890 Vienna Weiss
- 1890 Graz Makovetz
- 1890 Berlin Lasker Em., Lasker B.
- 1891 Berlin Caro
- 1892 Dresden Tarrasch
- 1892 London Lasker Em.
- 1892 Paris Goetz
- 1893 Kiel Walbrodt, Bardeleben
- 1893 London Blackburne
- 1893 New York Lasker Em.
- 1893/94 Vienna Schwarz J.
- 1894 New York Steinitz
- 1894 Leipzig Tarrasch

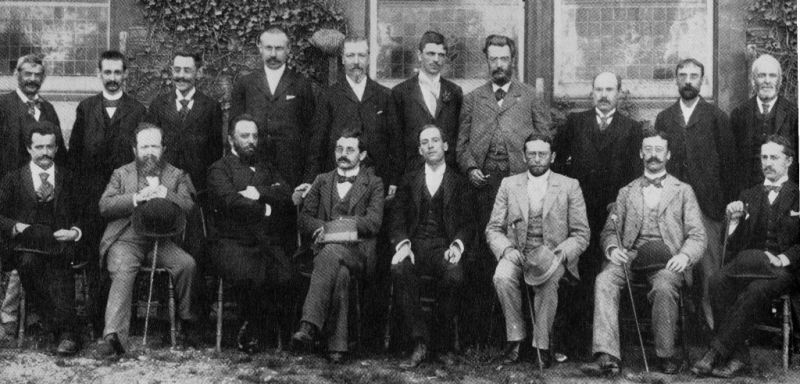
Mestres de Hastings (1895).
Em pé: Albin, Schlechter, Janowski, Marco, Blackburne, Maróczy, Schiffers, Gunsberg, Burn, Tinsley. Sentados: Vergani, Steinitz, Chigorin, Lasker, Pillsbury, Tarrasch, Mieses, Teichmann. Ausentes: von Bardeleben, Mason, Pollock, Waldbrodt

- 1895 Torneio de xadrez de Hastings Pillsbury[27]
- 1895 Vienna Marco
- 1895/96 Torneio de xadrez de São Petersburgo Lasker Em.
- 1895/96 Vienna Schlechter, Weiss
- 1896 Torneio de xadrez de Budapeste Chigorin, Charousek
- 1896 Torneio de xadrez de Nuremberga Lasker Em.[28]
- 1896 Vienna Janowski
- 1897 Torneio de xadrez de Berlim Charousek
- 1897 Berlin Bardeleben
- 1897 Vienna Schlechter
- 1897/98 Vienna Marco
- 1898 Cologne Burn
- 1898 Torneio de xadrez de Viena Tarrasch, Pillsbury
- 1898 Grove Spring Lipschütz
- 1899 Torneio de xadrez de Londres Lasker Em.
- 1899 Moscow Chigorin
- 1899–1900 Vienna Maróczy

### 1900–1909

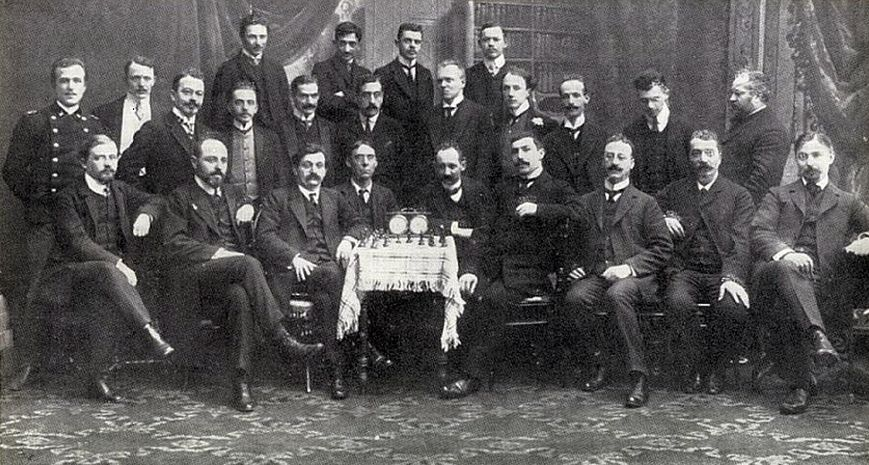
St. Petersburg, 1909

- 1900 Torneio de xadrez de Paris Lasker Em.
- 1900 London Teichmann
- 1900 Munich Maroczy, Pillsbury, Schlechter
- 1900 Vienna Schlechter
- 1900 New York Lipschütz
- 1900/01 Moscow Chigorin
- 1901 Torneio de xadrez de Monte Carlo Janowski
- 1901 Buffalo Pillsbury
- 1901 Kiev Lowtzky
- 1901 Odessa Eisenberg
- 1902 Torneio de xadrez de Monte Carlo Maroczy
- 1902 Hanover Janowski
- 1903 Torneio de xadrez de Monte Carlo Tarrasch
- 1903 Hilversum Leonhardt
- 1903 Kiev]] Chigorin
- 1903 Vienna Chigorin
- 1904 Torneio de xadrez de Cambridge Springs Marshall
- 1904 St. Louis (American Chess Congress) Marshall
- 1904 London Napier
- 1904 Torneio de xadrez de Monte Carlo Maroczy
- 1904 Coburg Bardeleben, Schlechter, Swiderski
- 1904/05 Vienna Schlechter
- 1905 Torneio de xadrez de Oostende Maroczy
- 1905 Barmen Janowski, Maroczy
- 1905 Torneio de xadrez de Scheveningen Marshall
- 1905/06 St. Petersburg Salwe
- 1906 Kiev Duz-Khotimirsky
- 1906 Ostend Schlechter
- 1906 Stockholm Bernstein, Schlechter
- 1906 Nuremberg Marshall
- 1906 Munich Nimzowitsch
- 1906 Györ Balla
- 1907 Székesfehérvár Forgács
- 1907 Berlin Teichmann
- 1907 Vienna Mieses J.
- 1907 Copenhagen Leonhardt
- 1907 Torneio de xadrez de Oostende Tarrasch
- 1907 Ostend (B) Bernstein, Rubinstein
- 1907 Torneio de xadrez de Carlsbad Rubinstein
- 1907/08 Łódź  Rubinstein
- 1908 Torneio de xadrez de Viena Maroczy, Schlechter, Duras
- 1908 Prague Duras, Schlechter
- 1908 Düsseldorf Marshall
- 1908 Odessa List
- 1909 Berlin Cohn E., Teichmann
- 1909 Torneio de xadrez de São Petersburgo (Memorial Chigorin) Lasker Em., Rubinstein
- 1909 Vilna Rubinstein
- 1909 Stockholm Spielmann
- 1909 Gothenburg Vidmar
- 1909/10 Vienna Réti

### 1910–1919
- 1910 Hamburg Schlechter
- 1910 Berlin Teichmann
- 1910 Warsaw Rotlewi, Rubinstein
- 1910 Odessa Verlinsky
- 1911 Cologne Lowtzky
- 1911 San Remo Fahrni
- 1911 New York Marshall
- 1911 Moscow Bernstein
- 1911 Kiev Bogatyrchuk
- 1911 Torneio_de_xadrez_de_San_Sebastian Capablanca
- 1911 Torneio de xadrez de Carlsbad Teichmann
- 1912 Torneio_de_xadrez_de_San_Sebastian  Rubinstein
- 1912 Bad Pistyan Rubinstein
- 1912 Breslau Rubinstein, Duras
- 1912 Warsaw Rubinstein
- 1912 Vilna Rubinstein
- 1912 Łódź  Bogoljubov
- 1912 Abbazia Spielmann
- 1912 Budapest Vidmar
- 1912 Budapest Marshall, Schlechter
- 1912 Temesvar Breyer
- 1912 Stockholm Alekhine
- 1913 Budapest Spielmann
- 1913 Havana Marshall
- 1913 New York Capablanca
- 1913 Scheveningen Alekhine
- 1913 Vienna Schlechter
- 1913/14 St. Petersburg Alekhine, Nimzowitsch
- 1914 Torneio de xadrez de São Petersburgo Lasker Em.
- 1914 New York Lasker Ed.
- 1914 Vienna Schlechter
- 1914 Baden bei Wien Spielmann
- 1914 Lyon Goetz
- 1914 Mannheim Alekhine
- 1914 Baden Baden Flamberg
- 1915 Triberg Bogoljubov
- 1915 Vienna Schlechter
- 1915 New York Capablanca
- 1915/16 Moscow Alekhine
- 1916 New York Chajes, Janowski
- 1916 New York Capablanca
- 1916 Copenhagen Johner P.
- 1916 Warsaw Rubinstein, Lowtzky
- 1916/17 Łódź  Rubinstein
- 1917 Christiania Nyholm
- 1917 Vienna Schlechter
- 1917 Warsaw Rubinstein
- 1917 Paris Aurbach
- 1917 Lexington Lasker Ed.
- 1917/18 Vienna Vidmar
- 1918 Kaschau Reti
- 1918 Breslau John W.
- 1918 Torneio de xadrez de Berli Em. Lasker
- 1918 Rye Beach Kupchik
- 1918 Chicago Kostić
- 1918 New York Capablanca
- 1919 Hastings Capablanca

### 1920–1929
- 1920 Amsterdam Réti
- 1920 Göteborg Réti
- 1920 Berlin Breyer
- 1920 Berlin Sämisch
- 1920 Memphis Lasker Ed.
- 1920 Moscow Alekhine
- 1921 Triberg Alekhine
- 1921 Budapest Alekhine
- 1921 The Hague Alekhine
- 1921 Atlantic City (American Chess Congress) Janowski
- 1921 Hamburg Post
- 1921/22 Hastings Kostić
- 1921/22 Montevideo Grau
- 1922 Bad Pistyan Bogoljubov
- 1922 Torneio de xadrez de Londres Capablanca
- 1922 Hastings Alekhine
- 1922 Vienna Rubinstein
- 1922 Weston-super-Mare Blake
- 1922 Louisville Factor
- 1922 Bad Oeynhausen Post
- 1922 Teplitz-Schönau Reti, Spielmann
- 1922/23 Hastings Rubinstein
- 1923 Torneio de xadrez de Carlsbad Alekhine, Bogoljubov, Maroczy
- 1923 Vienna Tartakower
- 1923 Frankfurt Grünfeld
- 1923 Margate Grünfeld
- 1923 Torneio de xadrez de Ostrava Lasker Em.
- 1923 Copenhagen Nimzowitsch
- 1923 Lake Hopatcong (American Chess Congress) Marshall, Kupchik
- 1923 Liverpool Mieses J.
- 1923/24 Hastings Euwe
- 1924 Torneio de xadrez de Nova Iorque Lasker Em.
- 1924 Copenhagen Nimzowitsch
- 1924 Meran Grünfeld
- 1924 Torneio de xadrez de Paris Matisons (fundação da FIDE)
- 1924/25 Hastings Maroczy, Tartakower
- 1925 Debrecen Kmoch
- 1925 Torneio de xadrez de Baden-Baden Alekhine
- 1925 Paris Alekhine
- 1925 Breslau Bogoljubov
- 1925 Marienbad Rubinstein, Nimzowitsch
- 1925 Torneio de xadrez de Moscou Bogoljubov
- 1925/26 Hastings Alekhine, Vidmar
- 1926 Torneio de xadrez de Budapeste Grünfeld, Monticelli
- 1926 Bardejov Matisons, Tartakower
- 1926 Ghent Tartakower
- 1926 Torneio de xadrez de Semmering Spielmann
- 1926 Lake Hopatcong Capablanca
- 1926 Chicago Marshall
- 1926 Scarborough Alekhine
- 1926 Torneio de xadrez de Dresden Nimzowitsch
- 1926 Berlin Bogoljubov
- 1926 Munich Przepiórka
- 1926 Torneio de xadrez de Nova Iorque Colle
- 1926/27 Hastings Tartakower
- 1927 Campeonato Mundial Feminino de Xadrez Vera Menchik
- 1927 Bad Niendorf Tartakower, Nimzowitsch
- 1927 London Nimzowitsch, Tartakower
- 1927 Kecskemét  Alekhine
- 1927 Magdeburg Spielmann
- 1927 Bad Homburg Bogoljubov
- 1927 Scarborough Colle
- 1927 New York Capablanca
- 1927/28 Hastings Tartakower
- 1928 Torneio de xadrez de Berlim Nimzowitsch
- 1928 Budapest Capablanca
- 1928 Mar del Plata Grau
- 1928 Scarborough William Winter
- 1928 Brno Sämisch, Réti
- 1928 Vienna Réti
- 1928 Giessen Réti
- 1928 Dortmund Sämisch
- 1928 Torneio de xadrez de Bad Kissingen Bogoljubov
- 1928 Berlin Capablanca
- 1928 The Hague Euwe
- 1928/29 Hastings Colle, Marshall, Takacs
- 1929 Göteborg Ståhlberg
- 1929 Duisburg Ahues
- 1929 Torneio de xadrez de Carlsbad Nimzowitsch
- 1929 Rogaska Slatina Rubinstein
- 1929 Budapest Capablanca
- 1929 Barcelona Capablanca
- 1929 Ramsgate Capablanca
- 1929/30 Hastings Capablanca

### 1930–1939
- 1930 San Remo  Alekhine
- 1930 Frankfurt Nimzowitsch
- 1930 Scarborough Colle
- 1930 Stockholm Kashdan
- 1930 Stockholm Andersen
- 1930 Swinemünde Sämisch
- 1930 Breslau Foerder
- 1930 Liege Tartakower
- 1930 Nice Tartakower
- 1930/31 Hastings Euwe
- 1931 Bled Alekhine
- 1931 New York Capablanca
- 1931 Swinemünde Bogoljubov, Rödl
- 1931/32 Hastings Flohr
- 1932 Bad Ems Kieninger
- 1932 Sliac Flohr, Vidmar
- 1932 London Alekhine
- 1932 Bern Alekhine
- 1932 Pasadena Alekhine
- 1932/33 Hastings Flohr
- 1933 Bad Aachen Bogoljubov
- 1933 Scheveningen Flohr
- 1933 Paris Alekhine
- 1933/34 Hastings Flohr
- 1934 Zurich Alekhine
- 1934 Copenhagen Nimzowitsch
- 1934 Bad Niendorf Stahlberg
- 1934 Budapest Eliskases
- 1934 Budapest (Ujpest) Lilienthal
- 1934 Leningrad Botvinnik
- 1934 Syracuse Reshevsky
- 1934/35 Hastings Euwe, Flohr, Thomas
- 1935 Barcelona Flohr, Koltanowski
- 1935 Bad Nauheim Bogoljubov
- 1935 Łódź  Tartakower
- 1935 Örebro Alekhine
- 1935 Moscow Botvinnik, Flohr
- 1935 Helsinki Frydman P.
- 1935 Tel Aviv Blass
- 1935 Margate Reshevsky
- 1935/36 Hastings Fine
- 1936 Mar del Plata Pleci
- 1936 Helsinki Lundin
- 1936 Margate Flohr
- 1936 Bad Nauheim Alekhine, Keres
- 1936 Zaandvoort Fine
- 1936 Amsterdam Euwe, Fine
- 1936 Dresden Alekhine
- 1936 Moscow Capablanca
- 1936 Nottingham Botvinnik, Capablanca
- 1936 Podebrady Flohr
- 1936/37 Hastings Alekhine
- 1937 Kemeri Flohr, Petrovs, Reshevsky
- 1937 Bad Elster Bogoljubov, Rellstab
- 1937 Moscow Fine
- 1937 Leningrad Fine
- 1937 Pärnu Schmidt P.
- 1937 Margate Fine, Keres
- 1937 Ostend Fine, Grob, Keres
- 1937 Semmering - Baden Keres
- 1937 Rogaska Slatina Najdorf
- 1937 Zoppot Rellstab
- 1937 São Paulo Flores
- 1937/38 Hastings Reshevsky
- 1937/38 Vienna Steiner L.
- 1938 Montevideo (Carrasco) Alekhine
- 1938 Łódź  Pirc
- 1938 Margate Alekhine
- 1938 Bad Elster Bogoljubov
- 1938 Bad Harzburg Pirc
- 1938 Noordwijk Eliskases
- 1938 Ljubljana Kostić
- 1938 AVRO Tournament (Netherlands) Keres, Fine
- 1938/39 Hastings Szabó
- 1939 Leningrad - Moscow Flohr
- 1939 Kemeri - Riga Flohr
- 1939 Margate Keres
- 1939 Stuttgart Bogoljubov
- 1939 Jerusalem Czerniak
- 1939 Bad Elster Eliskases
- 1939 Bad Harzburg Eliskases
- 1939 New York Fine
- 1939 Oslo Stahlberg, Lundin
- 1939 Bournemouth Euwe
- 1939 Rosario Petrovs
- 1939 Montevideo Alekhine
- 1939 Buenos Aires Najdorf, Keres

### 1940–1949
- 1940 Havana Kashdan
- 1940 New York Reshevsky
- 1940 Dallas Fine
- 1940 Budapest Euwe
- 1940 Berlin Bogoljubov
- 1940 Kraków - Krynica - Warsaw (GG tournament) Bogoljubov, Kohler
- 1941 Mar del Plata Stahlberg
- 1941 Buenos Aires Stahlberg, Najdorf
- 1941 Buenos Aires Frydman P.
- 1941 Montevideo Eliskases
- 1941 Sao Pedro Eliskases, Guimard
- 1941 Hamilton Fine
- 1941 New York Fine
- 1941 Trencianske Teplice Foltys
- 1941 Munich Stoltz
- 1941 Kraków - Warsaw (GG tournament) Alekhine, Schmidt P.
- 1942 Mar del Plata Najdorf
- 1942 Sverdlovsk Ragozin
- 1942 Kuibyshev Boleslavsky
- 1942 Moscow Bondarevsky
- 1942 Salzburg Alekhine
- 1942 Munich (Campeonato Europeu individual) Alekhine
- 1942 Warsaw - Lublin - Kraków (GG chess tournament) Alekhine
- 1942 Prague Alekhine, Junge
- 1942 Ventnor City Yanofsky
- 1943 Mar del Plata Najdorf
- 1943 Rio de Janeiro Eliskases
- 1943 Syracuse Horowitz
- 1943 Sverdlovsk Botvinnik
- 1943 Prague Alekhine
- 1943 Salzburg Keres, Alekhine
- 1943 Madrid Keres
- 1943 Krynica (GG chess tournament) Lokvenc
- 1944 Radom (GG chess tournament) Bogoljubov
- 1944 Mar del Plata Pilnik, Najdorf
- 1944 La Plata Najdorf
- 1944 Buenos Aires Czerniak
- 1944 Gijon Alekhine
- 1944/45 Riga Keres
- 1945 Mar del Plata Najdorf
- 1945 Buenos Aires Najdorf
- 1945 Hollywood Reshevsky
- 1945 Madrid Alekhine
- 1945 Gijon Rico
- 1945 Riga Mikenas
- 1945/46 Hastings Tartakower
- 1946 Mar del Plata Najdorf
- 1946 Groningen (Howard Staunton Memorial) Botvinnik
- 1946 Regensburg (Klaus Junge Memorial) Bogatyrchuk
- 1946 London I Steiner H.
- 1946 London II Euwe (em Londres 1946, houve uma divisão de grupos supostamente de igual força)
- 1946 Prague Najdorf
- 1946 Barcelona Najdorf
- 1947 Moscow Botvinnik
- 1947 Pärnu Keres
- 1947 Mar del Plata Najdorf
- 1947 Buenos Aires Stahlberg
- 1947 Buenos Aires - La Plata Stahlberg
- 1947 São Paulo Eliskases
- 1947 Warsaw Gligorić
- 1947/48 Hastings Szabó
- 1948 Karlovy Vary - Mariánské Lázně Foltys
- 1948 Mar del Plata Eliskases
- 1948 Buenos Aires - La Plata Najdorf
- 1948 Venice Najdorf
- 1948 New York Fine
- 1948 World Championship  Botvinnik
- 1948 Saltsjobaden Interzonal Bronstein
- 1948/49 Hastings Rossolimo
- 1949 Mar del Plata Rossetto
- 1949 Heidelberg Unzicker
- 1949 Trencianske Teplice Stahlberg
- 1949 Venice Szabó
- 1949/50 Hastings Szabó

### 1950–1959
- 1950 Mar del Plata Gligorić
- 1950 Amsterdam Najdorf
- 1950 Salzbrunn (Szczawno Zdrój) Keres
- 1950 Venice Kotov
- 1950 Gijon Rossolimo
- 1950 Budapest Candidates Bronstein
- 1950/51 Hastings Unzicker
- 1951 New York Reshevsky
- 1951 Madrid Prins
- 1951 Gijon Euwe
- 1951 Vienna Czerniak
- 1951 Birmingham Gligorić
- 1951/52 Hastings Gligorić
- 1952 Havana Reshevsky, Najdorf
- 1952 Mar del Plata Bolbochan Jul., Rossetto
- 1952 Budapest Keres
- 1952 Belgrade Pilnik
- 1952 Saltsjobaden Interzonal Kotov
- 1953 Mar del Plata Gligorić
- 1953 Bucharest Tolush
- 1953 Zurich Candidates Smyslov
- 1954 Belgrade Bronstein
- 1954 Bucharest Korchnoi
- 1954 Montevideo Letelier
- 1954/55 Hastings Keres, Smyslov
- 1955 Mar del Plata Ivkov
- 1955 Buenos Aires Ivkov
- 1955 Zagreb Smyslov
- 1955 Gijon Pomar
- 1955 Gothenburg Interzonal Bronstein
- 1955/56 Hastings Korchnoi, Ólafsson
- 1956 Mar del Plata Bolbochan Jul., Najdorf
- 1956 Montevideo Najdorf
- 1956 Moscow Botvinnik, Smyslov
- 1956 Dresden Averbakh, Kholmov
- 1956 Amsterdam Candidates Smyslov
- 1956/57 Hastings Gligorić, Larsen
- 1957 Mar del Plata Keres
- 1957 Dallas Reshevsky, Gligorić
- 1957 São Paulo Sanguinetti
- 1957 Gotha Bronstein
- 1957 Madrid Darga
- 1957/58 Hastings Keres
- 1958 Haifa - Tel Aviv Reshevsky
- 1958 Mar del Plata Larsen
- 1958 Bogotá Panno
- 1958 Portoroz Interzonal, Tal
- 1958/59 Hastings Uhlmann
- 1959 Moscow Bronstein, Smyslov, Spassky
- 1959 Mar del Plata Najdorf, Pachman
- 1959 Santiago de Chile Ivkov, Pachman
- 1959 Lima Ivkov, Pachman
- 1959 Zurich Tal
- 1959 Dresden Geller, Taimanov
- 1959 Riga Spassky
- 1959 Bled-Zagreb-Belgrade Candidates Tal
- 1959/60 Hastings Gligorić

### 1960–1969
- 1960 Mar del Plata Spassky, Fischer
- 1960 Buenos Aires Korchnoi, Reshevsky
- 1960/61 Hastings Gligorić
- 1960/61 Stockholm Tal
- 1961 Mar del Plata Najdorf
- 1961 Bled Tal
- 1961 Zurich Keres
- 1961 Dortmund Taimanov
- 1961 Santa Fe Byrne R.
- 1961/62 Hastings Botvinnik
- 1962 Mar del Plata Polugaevsky
- 1962 Havana Najdorf
- 1962 Stockholm Interzonal Fischer
- 1962 Willemstad Candidates Petrosian
- 1962/63 Hastings Gligorić, Kotov
- 1963 Los Angeles (Piatigorsky Cup) Keres, Petrosian
- 1963 Havana Korchnoi
- 1963 Moscow Smyslov
- 1963 Sarajevo Portisch
- 1963 Miskolc Tal
- 1963/64 Hastings Tal
- 1964 Belgrade Spassky
- 1964 Buenos Aires Keres, Petrosian
- 1964 Havana Smyslov, Uhlmann
- 1964 Amsterdam Interzonal Smyslov, Larsen, Spassky, Tal
- 1964/65 Hastings Keres
- 1965 Mar del Plata Najdorf
- 1965 Yerevan Korchnoi
- 1965 Havana Smyslov
- 1965 Santiago de Chile Smyslov
- 1965 Zagreb Ivkov, Uhlmann
- 1965 Palma de Mallorca Pomar, O'Kelly, Darga
- 1965/66 Hastings Spassky, Uhlmann
- 1966 Santa Monica (Piatigorsky Cup) Spassky
- 1966 Mar del Plata Smyslov
- 1966 Moscow Petrosian
- 1966 Sochi Korchnoi
- 1966 Kislovodsk Geller
- 1966 Tel Aviv Gligorić
- 1966 Palma de Mallorca Tal
- 1966/67 Hastings Botvinnik
- 1967 Monte Carlo Fischer
- 1967 Beverwijk Spassky
- 1967 Havana Larsen
- 1967 Leningrad Korchnoi
- 1967 Moscow Stein
- 1967 Budva Korchnoi
- 1967 Maribor Unzicker
- 1967 Winnipeg Darga, Larsen
- 1967 Palma de Mallorca Larsen
- 1967 Skopje Fischer
- 1967 Sousse Interzonal Larsen
- 1968 Monte Carlo Larsen
- 1968 Bamberg Keres
- 1968 Wijk aan Zee Korchnoi
- 1968 Netanya Fischer
- 1968 Vinkovci Fischer
- 1968 Skopje Portisch
- 1968 Palma de Mallorca Korchnoi
- 1968 Havana Kholmov
- 1969 Tallinn Stein
- 1969 Monte Carlo Portisch, Smyslov
- 1969 Busum Larsen
- 1969 San Juan Spassky
- 1969 Palma de Mallorca Larsen
- 1969 Netanya Reshevsky
- 1969/70 Hastings Portisch

### 1970–1979
- 1970 Budapest Keres
- 1970 Lugano Larsen
- 1970 Rovinj - Zagreb Fischer
- 1970 Buenos Aires Fischer
- 1970 Leiden Spassky
- 1970 Vinkovci Larsen
- 1970 Caracas Stein, Kavalek, Panno
- 1970 Palma de Mallorca Interzonal Fischer
- 1971 Mar del Plata Polugaevsky
- 1971 Moscow Karpov, Stein
- 1971 Tallinn Keres, Tal
- 1971 Wijk aan Zee Korchnoi
- 1971 Havana Hort
- 1971 Göteborg Andersson, Hort
- 1971 Palma de Mallorca Panno, Ljubojević
- 1971 Vršac Mecking
- 1971/72 Hastings Karpov, Korchnoi
- 1972 Teesside Larsen
- 1972 San Antonio Portisch, Petrosian, Karpov
- 1972 Palma de Mallorca Panno, Korchnoi, Smejkal
- 1972/73 Hastings Larsen
- 1973 Hilversum Szabó, Geller
- 1973 Budapest Geller
- 1973 Tallinn Tal
- 1973 Sochi Tal
- 1973 Madrid Karpov
- 1973 Netanya Kavalek
- 1973 Leningrad Interzonal Korchnoi, Karpov
- 1973 Petropolis Interzonal Mecking
- 1974 Montilla Radulov
- 1974 Manila Vasiukov
- 1974 Las Palmas Ljubojević
- 1974/75 Hastings Hort
- 1975 Wijk aan Zee Portisch
- 1975 Montilla Polugaevsky, Radulov
- 1975 Tallinn Keres
- 1975 Vancouver Keres
- 1975 Moscow Geller
- 1975 Portorož - Ljubljana Karpov
- 1975 Milan Karpov
- 1975 Teesside Geller
- 1975 Manila Ljubojević
- 1976 Wijk aan Zee Ljubojević, Ólafsson
- 1976 Amsterdam Karpov
- 1976 Manila Interzonal Mecking
- 1976 Biel Interzonal Larsen
- 1977 Bad Lauterberg Karpov
- 1977 Geneva Larsen
- 1977 Leningrad Romanishin, Tal
- 1977 Portorož - Ljubljana Larsen
- 1977 Tilburg Karpov
- 1978 Bugojno Karpov, Spassky
- 1978 Niksic Gulko, Timman
- 1978 Tilburg Portisch
- 1978 Wijk aan Zee Portisch
- 1978 Amsterdam Timman
- 1979 Montreal Karpov, Tal
- 1979 Tilburg Karpov
- 1979 Wijk aan Zee Polugaevsky
- 1979 Bled - Portorož Timman
- 1979 Biel Korchnoi
- 1979 Amsterdam Hort, Sax
- 1979 Banja Luka Kasparov
- 1979 Riga Interzonal Tal
- 1979 Rio de Janeiro Interzonal Portisch, Petrosian, Hübner

### 1980–1989
- 1980 IBM international chess tournament - Amsterdam Karpov
- 1980 Bad Kissingen Karpov
- 1980 Buenos Aires Larsen
- 1980 Bugojno Karpov
- 1980 London (Phillips & Drew Kings) Andersson, Korchnoi, Miles
- 1980 Vrbas Miles
- 1980 Baden Spassky, Beliavsky
- 1980 Tilburg Karpov
- 1981 Wijk aan Zee Sosonko, Timman
- 1981 IBM international chess tournament - Amsterdam Timman
- 1981 Bad Kissingen Korchnoi
- 1981 Las Palmas Timman
- 1981 Linares Christiansen, Karpov
- 1981 Moscow Karpov
- 1981 Tilburg Beliavsky
- 1982 Bugojno Kasparov
- 1982 London (Phillips & Drew Kings) Andersson, Karpov
- 1982 Sochi Tal
- 1982 Moscow Tal, Vaganian
- 1982 Wijk aan Zee Balashov, Nunn
- 1982 Chicago Hübner
- 1982 Mar del Plata Timman
- 1982 Tilburg Karpov
- 1982 Turin Andersson, Karpov
- 1982 Las Palmas Interzonal Ribli
- 1982 Moscow Interzonal Kasparov
- 1983 Linares Spassky
- 1983 Wijk aan Zee Andersson
- 1983 Niksic Kasparov
- 1983 Gjovik Nunn, Adorján, Browne
- 1983 Tilburg Karpov
- 1984 Oslo Karpov
- 1984 Novi Sad Nikolic
- 1984 Wijk aan Zee Beliavsky, Korchnoi
- 1984 Bugojno Timman
- 1984 London (Phillips & Drew Kings) Karpov
- 1984 Sarajevo Korchnoi, Timman
- 1984 Titograd Velimirovic, Korchnoi
- 1984 Tilburg Miles
- 1985 Amsterdam Karpov
- 1985 Portorož - Ljubljana Portisch, Ribli, Miles
- 1985 Reggio Emilia Portisch
- 1985 Linares Hübner, Ljubojevic
- 1985 Tilburg Hübner, Korchnoi, Miles
- 1985 Wijk aan Zee Timman
- 1985 Moscow Romanishin
- 1985 Naestved Vaganian, Browne, Larsen
- 1985 Tunis Interzonal Yusupov
- 1985 Taxco Interzonal Timman
- 1985 Biel Interzonal Vaganian
- 1985 Montpellier Candidates Yusupov, Vaganian, Sokolov
- 1986 Brussels Karpov
- 1986 Reggio Emilia (1) Andersson, Ljubojevic, Romanishin
- 1986 Reggio Emilia (2) Ribli
- 1986 Bugojno Karpov
- 1986 Wijk aan Zee Short
- 1986 Tilburg Beliavsky
- 1986 London (Phillips & Drew Kings) Flear
- 1987 Belgrade Ljubojevic
- 1987 Brussels Kasparov, Ljubojevic
- 1987 Tilburg Timman
- 1987 Reykjavik Short
- 1987 Amsterdam Karpov, Timman
- 1987 Subotica Interzonal Sax, Short, Speelman
- 1987 Szirak Interzonal Salov, Hjartarson
- 1987 Zagreb Interzonal Korchnoi
- 1988 Belfort (World Cup) Kasparov
- 1988 Brussels WC Karpov
- 1988 Reykjavik WC Kasparov
- 1989 Barcelona WC Kasparov, Ljubojevic
- 1989 Linares Ivanchuk
- 1989 Reggio Emilia Ehlvest
- 1989 Rotterdam WC Timman
- 1989 Skelleftea WC Karpov, Kasparov
- 1989 Tilburg Kasparov

### 1990–1999
- 1990 Linares Kasparov
- 1990 Tilburg Ivanchuk, Kamsky
- 1990 Wijk aan Zee Nunn
- 1990 Manila Interzonal Gelfand, Ivanchuk
- 1991 Amsterdam Salov, Short
- 1991 Linares Ivanchuk
- 1991 Reggio Emilia (1) Anand
- 1991 Reggio Emilia (2) Karpov
- 1991 Reykjavik Ivanchuk, Karpov
- 1991 Tilburg Kasparov
- 1992 Biel Karpov
- 1992 Dortmund Ivanchuk, Kasparov
- 1992 Linares Kasparov
- 1992 Moscow Anand, Gelfand
- 1992 Wijk aan Zee Gelfand, Salov
- 1993 Amsterdam Anand, Kramnik, Short
- 1993 Belgrade Beliavsky
- 1993 Dortmund Karpov
- 1993 Las Palmas Morovic
- 1993 Linares Kasparov
- 1993 Munich Shirov
- 1993 Wijk aan Zee Karpov
- 1993 Biel Interzonal (FIDE) Gelfand
- 1993 Groningen (PCA) Adams, Anand
- 1994 Amsterdam Kasparov
- 1994 Buenos Aires Salov
- 1994 Las Palmas Kamsky
- 1994 Linares Karpov
- 1994 Novgorod Ivanchuk, Kasparov
- 1995 Amsterdam Lautier
- 1995 Dortmund Kramnik
- 1995 Dos Hermanas Adams, Kamsky, Karpov
- 1995 Linares Ivanchuk
- 1995 Novgorod Kasparov
- 1995 Riga Kasparov
- 1996 Amsterdam Kasparov, Topalov
- 1996 Dortmund Anand, Kramnik
- 1996 Dos Hermanas Kramnik, Topalov
- 1996 Las Palmas Kasparov
- 1996 Leon Polgar J., Topalov
- 1996 Madrid Illescas Córdoba, Topalov
- 1996 Novgorod Topalov
- 1996 Pärnu Short
- 1996 Vienna Gelfand, Karpov, Topalov
- 1996 Wijk aan Zee Ivanchuk
- 1997 Belgrade Anand, Ivanchuk
- 1997 Biel Anand
- 1997 Dortmund Kramnik
- 1997 Dos Hermanas Anand, Kramnik
- 1997 Linares Kasparov
- 1997 Madrid Shirov, Topalov
- 1997 Novgorod Kasparov
- 1997 Ter Apel Shirov
- 1997 Tilburg Kasparov, Kramnik, Svidler
- 1997 Wijk aan Zee Salov
- 1998 Dortmund Adams, Kramnik, Svidler
- 1998 Linares Anand
- 1998 Madrid Anand
- 1998 Polanica Zdroj Gelfand
- 1998 Tilburg Anand
- 1998 Wijk aan Zee Anand, Kramnik
- 1999 Dortmund Leko
- 1999 Dos Hermanas Adams
- 1999 Linares Kasparov
- 1999 Sarajevo Kasparov
- 1999 Wijk aan Zee Kasparov

### 2000–2009
- 2000 Dortmund Anand, Kramnik
- 2000 Linares Kasparov, Kramnik
- 2000 Biel Svidler
- 2000 Lvov Ivanchuk
- 2000 Mérida Shirov
- 2000 Montecatini Terme Ivanchuk
- 2000 Polanica Zdroj Gelfand
- 2000 Sarajevo Kasparov
- 2000 Wijk aan Zee Kasparov
- 2001 Astana Kasparov
- 2001 Dortmund Kramnik, Topalov
- 2001 Linares Kasparov
- 2001 Biel Korchnoi
- 2001 Mérida Anand
- 2001 Wijk aan Zee Kasparov
- 2002 Cannes Gelfand, Topalov
- 2002 Linares Kasparov
- 2002 Wijk aan Zee Bareev
- 2002 Hastings Nielsen
- 2002 Dortmund Candidates Leko
- 2003 Budapest Short
- 2003 Dortmund Bologan
- 2003 Enghien les Bains Bareev
- 2003 Biel Morozevich
- 2003 Hoogeveen Polgar J.
- 2003 Linares Kramnik, Leko
- 2003 Wijk aan Zee Anand
- 2004 Biel Morozevich
- 2004 Dortmund Anand
- 2004 Linares Kramnik
- 2004 Poikovsky Grischuk, Rublevsky
- 2004 Wijk aan Zee Anand
- 2005 Wijk aan Zee Leko
- 2005 Bermuda Gelfand, Harikrishna
- 2005 Dortmund Naiditsch
- 2005 Linares Kasparov, Topalov
- 2005 Moscow Rublevsky
- 2005 Poikovsky Bacrot, Bologan
- 2005 Sofia Topalov
- 2005 Khanty-Mansiysk (Chess World Cup 2005) Aronian
- 2005 Campeonato Mundial de Xadrez da FIDE  Topalov
- 2006 Biel Morozevich
- 2006 Dortmund Kramnik, Svidler
- 2006 Foros Rublevsky
- 2006 Hoogeveen Mamedyarov, Polgar J.
- 2006 Morelia - Linares Aronian
- 2006 Moscow Aronian, Leko, Ponomariov
- 2006 Pamplona Morozevich
- 2006 Poikovsky Shirov
- 2006 Sofia Topalov
- 2006 Wijk aan Zee Anand, Topalov
- 2007 Morelia - Linares Anand
- 2007 Poikovsky Jakovenko
- 2007 Sofia Topalov
- 2007 Wijk aan Zee Aronian, Radjabov, Topalov
- 2007 Foros Ivanchuk
- 2007 Biel Carlsen
- 2007 Dortmund Kramnik
- 2007 Khanty-Mansiysk (Chess World Cup 2007) Kamsky
- 2007 Moscow Kramnik
- 2007 Campeonato Mundial de Xadrez da FIDE Anand
- 2008 Wijk ann Zee Aronian, Carlsen
- 2008 Morelia - Linares Anand
- 2008 Baku (Grand Prix 2008/2010) Gashimov, Wang Yue, Carlsen
- 2008 Sofia Ivanchuk
- 2008 Sarajevo Morozevich
- 2008 Foros Carlsen
- 2008 Dortmund Leko
- 2008 Poikovsky Rublevsky, Jakovenko, Gashimov, Shirov
- 2008 Yerevan Aronian
- 2008 Biel Alekseev
- 2008 Sochi (Grand Prix 2008/2010) Aronian
- 2008 Moscow Ivanchuk
- 2008 Torneio de xadrez de Bilbao Topalov
- 2008 Nanjing Topalov
- 2008 Elista (Grand Prix 2008-2010) Radjabov, Jakovenko, Grischuk
- 2009 Reggio Emilia Ni Hua
- 2009 Wijk aan Zee Karjakin
- 2009 Linares Grischuk, Ivanchuk
- 2009 Nalchik (Grand Prix 2008-2010) Aronian
- 2009 Sofia Shirov
- 2009 Poikovsky Motylev
- 2009 Bazna Ivanchuk
- 2009 Dortmund Kramnik
- 2009 San Sebastian Nakamura
- 2009 Biel Vachier-Lagrave
- 2009 Jermuk (Grand Prix 2008-2010) Ivanchuk
- 2009 Torneio de xadrez de Bilbao Aronian
- 2009 Nanjing Carlsen
- 2009 Moscow Kramnik
- 2009 Khanty-Mansiysk (Chess World Cup 2009) Gelfand
- 2009 London Carlsen

### 2010–2019

#### 2010
- 2010 Reggio Emilia Kamsky, Almasi
- 2010 Wijk aan Zee Carlsen
- 2010 Linares Topalov
- 2010 Havana Ivanchuk
- 2010 Astrakhan (Grand Prix 2008-2010) Eljanov
- 2010 Bazna Carlsen
- 2010 Dortmund Ponomariov
- 2010 Torneio de xadrez de Bilbao Kramnik
- 2010 Nanjing Carlsen
- 2010 Hoogeveen Vachier-Lagrave
- 2010 Moscow Aronian, Karjakin, Mamedyarov
- 2010 London Carlsen

#### 2011
- 2011 Reggio Emilia Gashimov, Vallejo Pons
- 2011 Wijk aan Zee Nakamura
- 2011 Havana Ivanchuk, Lê Quang Liêm
- 2011 Bazna Carlsen, Karjakin
- 2011 Biel Carlsen
- 2011 Dortmund Kramnik
- 2011 Khanty-Mansiysk (Chess World Cup 2011) Svidler
- 2011 Torneio de xadrez de Bilbao (São Paulo-Bilbao) Carlsen
- 2011 Poikovsky Bacrot
- 2011 Saratov Morozevich
- 2011 Hoogeveen Kramnik
- 2011 Moscow Aronian, Carlsen
- 2011 London Kramnik

#### 2012
- 2012 Reggio Emilia Giri
- 2012 Wijk aan Zee Aronian
- 2012 Havana Ivanchuk
- 2012 Malmo Caruana
- 2012 Moscow Carlsen
- 2012 Dortmund Caruana
- 2012 Biel Wang Hao
- 2012 London (Grand Prix 2012-2013) Topalov, Gelfand, Mamedyarov
- 2012 Poikovsky Jakovenko
- 2012 Torneio de xadrez de Bilbao (São Paulo-Bilbao) Carlsen
- 2012 Bazna Ivanchuk
- 2012 Tashkent (Grand Prix 2012-2013) Karjakin, Wang Hao, Morozevich
- 2012 London Carlsen
- 2012 New Delhi Korobov

#### 2013
- 2013 Wijk aan Zee Carlsen
- 2013 Zug (Grand Prix 2012-2013) Topalov
- 2013 Baden-Baden Anand
- 2013 Zurich Caruana
- 2013 Paris-St Petersburg Aronian
- 2013 Moscow Gelfand
- 2013 Thessaloniki (Grand Prix 2012-2013) Domínguez
- 2013 Dortmund Adams
- 2013 London Candidates Carlsen
- 2013 Biel Vachier-Lagrave
- 2013 Beijing (Grand Prix 2012-2013) Mamedyarov
- 2013 Stavanger Karjakin
- 2013 Tromsø (Chess World Cup 2013) Kramnik
- 2013 Saint Louis Carlsen
- 2013 Paris (Grand Prix 2012-2013) Caruana, Gelfand
- 2013 Bazna Caruana

#### 2014
- 2014 Wijk aan Zee Aronian
- 2014 Zurich Carlsen
- 2014 Khanty-Mansisyk Candidates Anand
- 2014 Shamkir Carlsen
- 2014 Stavanger Karjakin
- 2014 Dortmund Caruana
- 2014 Biel Vachier-Lagrave
- 2014 Saint Louis Caruana
- 2014 Baku (Grand Prix 2014-2015) Caruana, Gelfand
- 2014 Tashkent (Grand Prix 2014-2015) Andreikin
- 2014 Torneio de xadrez de Bilbao Anand
- 2014 London Anand

#### 2015
- 2015 Wijk aan Zee Carlsen
- 2015 Baden-Baden Carlsen
- 2015 Zurich Nakamura
- 2015 Tbilisi (Grand Prix 2014-2015) Tomashevsky
- 2015 Shamkir Carlsen
- 2015 Khanty-Mansisyk (Grand Prix 2014-2015) Jakovenko, Caruana, Nakamura
- 2015 Stavanger (Grand Chess Tour) Topalov
- 2015 Dortmund Caruana
- 2015 Biel Vachier-Lagrave
- 2015 Saint Louis (Grand Chess Tour) Aronian
- 2015 Baku (Chess World Cup 2015) Karjakin
- 2015 Torneio de xadrez de Bilbao So
- 2015 London (Grand Chess Tour) Carlsen

#### 2016
- 2016 Wijk aan Zee Carlsen
- 2016 Moscow Candidates Karjakin
- 2016 Stavanger Carlsen
- 2016 Shamkir Mamedyarov
- 2016 Torneio de xadrez Tata Steel Carlsen
- 2016 Moscow Candidates Karjakin
- 2016 Stavanger Carlsen
- 2016 Shamkir Mamedyarov
- 2016 Dortmund Vachier-Lagrave
- 2016 Torneio de xadrez de Bilbao Carlsen
- 2016 St Louis (Grand Chess Tour) So
- 2016 Moscow Nepomniachtchi
- 2016 London (Grand Chess Tour) So

#### 2017
- 2017 Torneio de xadrez Tata Steel So
- 2017 Sharjah (Grand Prix 2017) Grischuk, Mamedyarov, Vachier-Lagrave
- 2017 Shenzhen Ding Liren
- 2017 Shamkir Mamedyarov
- 2017 Biel Yifan
- 2017 Karlsruhe/Baden-Baden Aronian
- 2017 Moscow (Grand Prix 2017) Ding Liren
- 2017 Stavanger Aronian
- 2017 Geneva (Grand Prix 2017) Radjabov
- 2017 Dortmund Wojtaszek
- 2017 St Louis (Grand Chess Tour) Vachier-Lagrave
- 2017 Tbilisi (Copa do Mundo de Xadrez) Aronian
- 2017 Palma de Mallorca (Grand Prix 2017) Aronian, Jakovenko
- 2017 London (Grand Chess Tour) Caruana

#### 2018
- 2018 Torneio de xadrez Tata Steel Carlsen
- 2018 Berlin Candidates Caruana
- 2018 Karlsruhe/Baden-Baden Caruana
- 2018 Shamkir Carlsen
- 2018 St Louis (USA Championship) Shankland
- 2018 Stavanger Caruana
- 2018 Dortmund Nepomniachtchi
- 2018 Biel Mamedyarov
- 2018 St Louis (Grand Chess Tour) Carlsen, Aronian, Caruana
- 2018 Shenzhen Vachier-Lagrave, Ding Liren, Giri
- 2018 Isle of Man Wojtaszek
- 2018 London (Grand Chess Tour) Nakamura
- 2019 Wijk aan Zee Carlsen
- 2019 Gibraltar Artemiev
- 2019 Shamkir Carlsen
- 2019 Shenzhen Giri
- 2019 Karlsruhe/Baden-Baden Carlsen
- 2019 St Louis (USA Championship) Nakamura
- 2019 Moscow (Grand Prix 2019) Nepomniachtchi
- 2019 Stavanger Carlsen
- 2019 Zagreb (Grand Chess Tour) Carlsen
- 2019 Dortmund Dominguez Perez
- 2019 Riga (Grand Prix 2019) Mamedyarov
- 2019 St Louis (Grand Chess Tour) Ding Liren
- 2019 Khanty-Mansiysk (Chess World Cup) Radjabov
- 2019 Isle of Man (Grand Swiss) Wang Hao
- 2019 Hamburg (Grand Prix 2019) Grischuk
- 2019 London (Grand Chess Tour) Ding Liren
- 2019 Jerusalem (Grand Prix 2019) Nepomniachtchi[29]

### 2020–2029
- 2020 Wijk aan Zee Caruana[30]
- 2020 Gibraltar Paravyan[31]